# エリク・ラメラ
エリク・マヌエル・ラメラ（Erik Manuel Lamela，1992年3月4日 - ）は、アルゼンチン・ブエノスアイレス出身の元サッカー選手。元アルゼンチン代表。現役時代のポジションはミッドフィールダー、フォワード。

## クラブ経歴

### CAリーベル・プレート
12歳だった2004年にはスペインのFCバルセロナが獲得に乗り出したが、CAリーベル・プレートが両親を説き伏せ引き止めた経緯がある。
2009年6月、CAティグレ戦でデビューを果たした。2010年12月4日、CAコロン戦で初ゴールを記録した。

### ASローマ
2010-11シーズンにリーベル・プレートがクラブ史上初となる2部降格となったこともあり、2011年8月6日にASローマへ移籍金1200万ユーロ、5年契約で移籍することが発表された。負傷のためデビューが遅れたが、10月23日のUSチッタ・ディ・パレルモ戦で初先発初出場を果たすと、前半7分にこの試合唯一の得点となるセリエA初ゴールを挙げた。2012-13シーズンの第32節トリノFC戦で決勝ゴールを決め、その節のベストイレブンに選出された。

### トッテナム・ホットスパーFC
2013年8月28日、ローマはラメラのトッテナム・ホットスパーFC移籍を発表。移籍金は3000万ユーロ(約51億円)に加え成績に応じたボーナス500万ユーロ、背番号11番をレアル・マドリードへ移籍したガレス・ベイルから受け継いだ。加入1年目の2013-14シーズンは怪我に苦しんだものの、翌2014-15シーズンからは徐々に本領を発揮。UEFAヨーロッパリーグ・グループリーグ第3節アステラス・トリポリスFC戦では見事なラボーナでゴールを決めた。プレミアリーグ第17節のバーンリーFC戦ではペナルティエリア右手前からカットインして巧みなミドルシュートを決め、チームを勝利に導いた。
2016-17シーズンは開幕のエヴァートン戦でゴールを決めたが、10月に負傷で欠場すると、そのままシーズンを終えることとなった。怪我により1年以上離脱していたが、2017年11月28日のレスター・シティ戦で途中交代による出場で復帰、ケインのゴールをアシストした。最終節のレスター・シティ戦では先発出場から2ゴールを決め、チームのリーグ3位、チャンピオンズリーグストレートインに貢献した。
2018-19シーズンのUEFAチャンピオンズリーグ・グループステージのFCバルセロナ戦で、ラメラがチャンピオンズリーグの大会通算の8000点目となるゴールを決めたとデータサイトの『オプタ』が主張したが、UEFAはアトレティコ・マドリードのアントワーヌ・グリーズマンのゴールを8000点目に認定した。
2019-20シーズン、リーグ第2節マンチェスター・シティ戦で1ゴール1アシストの活躍を見せ、前季王者のホームでシュート30本を浴びた劣勢の試合を引き分けに持ち込んだ。10月にハムストリングの負傷で離脱したが、12月の第20節ノリッジ・シティ戦で復帰を果たし、以後は主に中盤の交代出場要員としてプレーした。主力選手の負傷離脱者が続出したチーム事情もあり、リーグ戦でのプレー時間は2015-16シーズン以来の1000分超を記録した。
2020-21シーズン、リーグ第4節マンチェスター・ユナイテッド戦にて、味方CKの場面でアントニー・マルシャルに肘を当て、報復としてラメラの顔を叩いた同選手を一発退場に追い込んだ。リーグ第28節のアーセナルとのノースロンドンダービーでは、19分に負傷したソン・フンミンとの交代で出場し、33分に見事な左足のラボーナで先制点を挙げたが、76分にイエローカード2枚目でローマ時代以来の退場処分を受け、チームも逆転負けを喫した。2021年6月、前述したアーセナル戦でのラボーナがプレミアリーグ年間最優秀ゴールに選ばれ、2022年1月にはこのゴールでFIFAプスカシュ賞も受賞した

### セビージャFC
2021年7月26日、ブライアン・ヒルとのトレードにより、セビージャFCへの移籍が発表された。
2021-22シーズン開幕戦のラージョ・バジェカーノ戦ではパプ・ゴメスのスルーによりボールがラメラの元へ来てシュートを放つと相手に当たりゴールとなり、さらにその後エン＝ネシリから受けたパスを滑り込みながら決め2点目を記録し、途中出場ながらドブレーテの活躍を披露した。第2節、ヘタフェ戦では、エン＝ネシリのスルーパスに抜け出したラファミルのシュートに詰めて決勝ゴールを挙げた。第9節、マジョルカ戦では、1点ビハインド出迎えた73分にジョアン・ジョルダンからボールを受けるとカットインからの左足でシュートを放ち、同点ゴールを挙げた。レアル・ベティス戦で右肩を負傷し長期離脱をすることになった。復帰後、レアル・マドリードでは、リードを広げるチーム2点目のゴールを挙げたが、試合は2-3で逆転負けした。

### AEKアテネ
2024年7月21日、AEKアテネFCに3年契約で移籍した。
2025年8月14日、現役引退を表明した。

## 代表経歴
2011年5月25日のパラグアイとの親善試合でアルゼンチン代表デビューを果たした。
2011 FIFA U-20ワールドカップでは背番号10番をつけて出場。グループリーグのメキシコ戦で決勝点を挙げると、決勝トーナメント1回戦のエジプト戦では2本のPKを決め、アルゼンチンのベスト8進出に貢献した。
2014年9月3日のドイツとの親善試合で、アンヘル・ディ・マリアのクロスをボレーシュートで決め代表初得点を挙げた。コパ・アメリカ2015に臨む代表メンバーに選出された。

## 個人成績

### クラブでの成績
| 年度         | クラブ             | リーグ         | リーグ戦 | リーグ戦 | リーグ杯         | リーグ杯         | オープン杯 | オープン杯 | 国際大会 | 国際大会 | 国際大会 | 国際大会 | その他 | その他 | 通算       | 通算       |
| 年度         | クラブ             | リーグ         | 出場     | 得点     | 出場             | 得点             | 出場       | 得点       | 出場     | 得点     | 出場     | 得点     | 出場   | 得点   | 出場       | 得点       |
| アルゼンチン | アルゼンチン       | アルゼンチン   | リーグ戦 | リーグ戦 | -                | -                | -          | -          | -        | -        | -        | -        | その他 | その他 | 期間通算   | 期間通算   |
| ------------ | ------------------ | -------------- | -------- | -------- | ---------------- | ---------------- | ---------- | ---------- | -------- | -------- | -------- | -------- | ------ | ------ | ---------- | ---------- |
| 2008-09      | リーベル・プレート | プリメーラ     | 1        | 0        | -                | -                | -          | -          | -        | -        | -        | -        | -      | -      | 1          | 0          |
| 2009-10      | リーベル・プレート | プリメーラ     | 1        | 0        | -                | -                | -          | -          | -        | -        | -        | -        | -      | -      | 1          | 0          |
| 2010-11      | リーベル・プレート | プリメーラ     | 34       | 4        | -                | -                | -          | -          | -        | -        | -        | -        | -      | -      | 34         | 4          |
| イタリア     | イタリア           | イタリア       | リーグ戦 | リーグ戦 | コッパ・イタリア | コッパ・イタリア | -          | -          | UEFA CL  | UEFA CL  | UEFA EL  | UEFA EL  | その他 | その他 | 期間通算   | 期間通算   |
| 2011-12      | ローマ             | セリエA        | 29       | 4        | 2                | 2                | -          | -          | -        | -        | -        | -        | -      | -      | 31         | 6          |
| 2012-13      | ローマ             | セリエA        | 33       | 15       | 3                | 0                | -          | -          | -        | -        | -        | -        | -      | -      | 36         | 15         |
| イングランド | イングランド       | イングランド   | リーグ戦 | リーグ戦 | FLカップ         | FLカップ         | FAカップ   | FAカップ   | UEFA CL  | UEFA CL  | UEFA EL  | UEFA EL  | その他 | その他 | 期間通算   | 期間通算   |
| 2013-14      | トッテナム         | プレミアリーグ | 9        | 0        | 2                | 0                | 0          | 0          | -        | -        | 6        | 1        | -      | -      | 17         | 1          |
| 2014-15      | トッテナム         | プレミアリーグ | 33       | 2        | 1                | 0                | 4          | 0          | -        | -        | 8        | 2        | -      | -      | 46         | 3          |
| 2015-16      | トッテナム         | プレミアリーグ | 34       | 5        | 1                | 0                | 0          | 0          | -        | -        | 8        | 6        | -      | -      | 43         | 11         |
| 2016-17      | トッテナム         | プレミアリーグ | 9        | 1        | 0                | 0                | 2          | 1          | 3        | 0        | -        | -        | -      | -      | 14         | 1          |
| 通算         | リーグ通算         | リーグ通算     | リーグ戦 | リーグ戦 | リーグ杯         | リーグ杯         | オープン杯 | オープン杯 | UEFA CL  | UEFA CL  | UEFA EL  | UEFA EL  | その他 | その他 | リーグ通算 | リーグ通算 |
| 通算         | アルゼンチン       | プリメーラ     | 36       | 4        | -                | -                | -          | -          | -        | -        | -        | -        | -      | -      | 36         | 4          |
| 通算         | イタリア           | セリエA        | 62       | 19       | 5                | 2                | -          | -          | -        | -        | -        | -        | -      | -      | 67         | 21         |
| 通算         | イングランド       | プレミアリーグ | 85       | ８       | 2                | 0                | 0          | 0          | -        | -        | 6        | 1        | -      | -      | 17         | 1          |
| 通算         | 総通算             | 総通算         | 183      | 31       | 7                | 2                | 0          | 0          | -        | -        | 6        | 1        | -      | -      | 120        | 26         |

### 代表での出場
- 国際Aマッチ（2011年 - 2018年）25試合3得点

| アルゼンチン代表 | 国際Aマッチ | 国際Aマッチ |
| 年               | 出場        | 得点        |
| ---------------- | ----------- | ----------- |
| 2011             | 1           | 0           |
| 2012             | 0           | 0           |
| 2013             | 5           | 0           |
| 2014             | 4           | 1           |
| 2015             | 5           | 0           |
| 2016             | 8           | 2           |
| 2018             | 2           | 0           |
| 合計             | 25          | 3           |

### 代表での得点
| # | 開催日        | 開催地                                   | 対戦国     | スコア | 結果 | 大会                         |
| - | ------------- | ---------------------------------------- | ---------- | ------ | ---- | ---------------------------- |
| 1 | 2014年9月3日  | デュッセルドルフ、エスプリ・アレーナ     | ドイツ     | 2-0    | 4-2  | 親善試合                     |
| 2 | 2016年6月14日 | シアトル、センチュリーリンク・フィールド | ボリビア   | 1-0    | 3-0  | コパ・アメリカ・センテナリオ |
| 3 | 2016年6月18日 | フォックスボロ、ジレット・スタジアム     | ベネズエラ | 4-1    | 4-1  | コパ・アメリカ・センテナリオ |

## タイトル・受賞

### 個人
- プレミアリーグ月間最優秀ゴール：2021年3月
- プレミアリーグ年間最優秀ゴール：2020-21
- FIFAプスカシュ賞：2021